# Weissia microstoma
Weissia microstoma là một loài rêu trong họ Pottiaceae. Loài này được Hornsch. ex Nees & Hornsch. mô tả khoa học đầu tiên năm 1831.